# Каљо
Каљо (итал. Caglio) је насеље у Италији у округу Комо, региону Ломбардија.
Према процени из 2011. у насељу је живело 423 становника. Насеље се налази на надморској висини од 794 м.

## Становништво
| 1936. | 1951. | 1961. | 1971. | 1981. | 1991. | 2001. | 2011. |
| ----- | ----- | ----- | ----- | ----- | ----- | ----- | ----- |
| 521   | 462   | 432   | 426   | 397   | 371   | 369   | 430   |